# Leash Eye
Leash Eye – polska grupa wykonująca muzykę z pogranicza rocka i heavy metalu. Powstała w 1996 roku w Warszawie.

## Historia
Grupa powstała w Warszawie w 1996 początkowo pod nazwą Mad Dog w składzie: Sławomir „Śmiechu” Osówniak, Mariusz „Karbi” Karbowski, Arkadiusz „Opath” Gruszka (Corruption) oraz Marek „Marecki” Kowalski.
Przez kilka lat skład krystalizował się. Do grupy dołączył charyzmatyczny wokalista Sylwester „Mały” Kostyra (Symphony), później rolę wokalisty przejął Sebastian „Sebb” Pańczyk (Dragon's Eye), który pozostawał frontmanem zespołu do 2016. Nowym wokalistą Leash Eye został znany z takich projektów jak Steel Habit, czy War-Saw Łukasz "Queju" Podgórski. Rolę perkusisty objął Piotr Wojtkowski, po nim na perkusji grał Łukasz „Konar” Konarski (Chain Reaction), a obecnie perkusistą jest Marcin "Bee Gees" Bidziński. W 2009 do grupy dołączył klawiszowiec Piotr „Voltan” Sikora (Exlibris).
W roku 2009 zespół z dużym powodzeniem zadebiutował z albumem V.E.N.I, który zebrał pozytywne recenzje w prasie branżowej, m.in. w Metal Hammerze (2/2010). Album zawiera kompozycje mocno osadzone w rockowych klimatach – dawkę solidnego gitarowego grania rodem z lat 70. XX wieku, okraszoną nowoczesnym brzmieniem, nietuzinkowymi wokalizami oraz harmoniami organów Hammonda.
Na wiosnę 2010 roku zespół wydał singel From Hell To Wyoming, zapowiadający drugą płytę V.I.D.I, nad którą muzycy pracują obecnie we współpracy z producentem Tomaszem Orionem Wróblewskim (Behemoth, Vesania) oraz Filipem Heinrichem Hałuchą (Vesania).
W roku 2011 zespół reprezentował Polskę na Wacken Open Air w międzynarodowym konkursie Wacken Metal Battle. Występ zespołu na W:O:A był konsekwencją wygranej w Toruniu w kwietniu 2011 roku – w przesłuchaniach koncertowych krajowego finału Wacken Metal Battle Poland 2011 – prestiżowego konkursu dla rodzimych zespołów metalowych.
W czerwcu 2011 Leash Eye zostali zwycięzcą konkursu Antyfest 2011 organizowanego przez rozgłośnię radiową Antyradio i zdobyli główną nagrodę: statuetkę Złotej Kosy – nagrodę im. Janusza Kosińskiego. Statuetka została przekazana zespołowi w trakcie występu Leash Eye na scenie polskiej edycji festiwalu Sonisphere 10 czerwca 2011 roku.
W lipcu 2011 roku, na V Festiwalu Bluesowo-Rockowym im. Miry Kubasińskiej Wielki Ogień zespół zdobył II nagrodę festiwalu. Piosenkę z repertuaru Miry Kubasińskiej i zespołu Breakout „Co to za człowiek”, wokalista Leash Eye – Sebastian „Sebb” Pańczyk – zaśpiewał wspólnie z Katarzyną Kowalską (żoną basisty Marka Kowalskiego).
W marcu 2012 roku, zespół został zwycięzcą bitwy zespołów w Hard Rock Cafe Warsaw w ramach konkursu Hard Rock Rising 2012.
Po dwóch latach od odejścia Sebastiana Pańczyka w 2014 roku zespół ogłosił, że nowym wokalistą został Łukasz "Quej" Podgórski (Steel Habit, ex War-saW). Rok później zapowiedziano zmianę na stanowisku perkusisty w wyniku której Łukasza "Konara" Konarskiego zastąpił Marcin "Bee Gees" Bidziński (Goat Force One).
W 2017 roku Leash Eye rozpoczął pracę nad nowym albumem. Materiał został nagrany i zrealizowany w Nebula Studio w Warszawie w lipcu i sierpniu 2018. Rejestracją zajął się Maciej Karbowski, a mixem i masteringiem Haldor Grundberg z Satanic Studio.
4 stycznia 2019 ukazuje się wersja cyfrowa czwartego albumu zespołu zatytułowanego Blues, Brawls & Bevereges, a 26 stycznia 2019 wersja CD. Materiał zawarty na płycie odbiega od dotychczasowej twórczości. Pojawiło się więcej melodii, natomiast brzmieniowo zespół odszedł od typowej metalowej stylistyki. Pierwszy raz w historii zespołu do nagrań gitar zastosowano efekt typu fuzz.
Jeszcze przed wybuchem pandemii zespół prezentuje materiał na koncertach w różnych miastach Polski, natomiast w trakcie jej trwania, 24 września 2020, wypuszcza singla Last Call, a także wypuszcza dwuczęściowy materiał pt: Leash Eye izolowany - domowe Q&A. który dostępny jest w serwisie Youtube.
Kolejny rok, to prace nad następnym albumem "Busy Nights, Hazy Days", który ukazuje się w 2022 roku. Rejestracja materiału została miała miejsce w warszawskim Santa Studio, a za realizację, mix i mastering odpowiedzialny jest Mikołaj Kiciak, właściciel studia.

## Muzycy
| |  |  | |  |
| Obecny skład zespołu - Marcin "Bee Gees" Bidziński - perkusja (od 2017) - Marek „Marecki” Kowalski – gitara basowa (od 1996) - Piotr „Voltan” Sikora – instrumenty klawiszowe (od 2009) - Arkadiusz „Opath” Gruszka – gitara (od 1996) - Łukasz "Queju" Podgórski - vocal (od 2016) |  |  | Byli członkowie zespołu - Sławomir „Śmiechu” Osówniak – gitara (1996-1999) - Łukasz „Konar” Konarski - perkusja (do 2017) - Mariusz „Karbi” Karbowski – perkusja (1996-2000) - Sylwester „Mały” Kostyra – śpiew (2001-2003) - Piotr Wojtkowski – perkusja (2000-2005) - Sebastian „Sebb” Pańczyk – śpiew (2003-2014) Muzycy koncertowi - Krzysztof Szałkowski – perkusja (2012) |  |

## Dyskografia
| Rok  | Tytuł |
| ---- | --- |
| 2009 | V.E.N.I - Data: 9 maja 2009 - Wydawca: Metal Mundus                                                            |
| 2011 | V.I.D.I - Data: 16 listopada 2011 - Wydawca: Metal Mind Productions                                            |
| 2013 | Hard Truckin' Rock - Data: 23 września 2013 - Wydawca: Metal Mind Productions                                  |
| 2019 | Blues, Brawls & Bevereges - Data: 4 stycznia 2019(wersja cyfrowa) 26 stycznia 2019(wersja CD) - Wydanie własne |
| 2022 | Busy Nights, Hazy Days - Data: 11 marca 2022(wersja cyfrowa) 12 marca 2022(wersja CD) - Wydanie własne         |
| 2025 | Destination: 125 - Data: 12 marca 2025(wersja cyfrowa oraz CD) - Wydanie własne                                |

| Rok  | Tytuł                                                                               |
| ---- | ----------------------------------------------------------------------------------- |
| 1999 | demo (demo) - Data: 1999 - Wydawca: brak (wydanie własne)                           |
| 2006 | Promo CD (demo) - Data: 2006 - Wydawca: brak (wydanie własne)                       |
| 2010 | From Hell To Wyoming (singel) - Data: 6 lipca 2010 - Wydawca: brak (wydanie własne) |
| 2020 | Last Call (singel) - Data: 24 września 2020 - Wydawca: brak (wydanie własne)        |

Notowane utwory
| Rok  | Tytuł               | Pozycja na liście | Album                     |
| Rok  | Tytuł               | Turbo Top         | Album                     |
| ---- | ------------------- | ----------------- | ------------------------- |
| 2011 | „Lee the Shy”       | 4                 | —                         |
| 2012 | „Trucker Song”      | 1                 | V.I.D.I                   |
| 2013 | „Me & Mr. Beam”     | 1                 | Hard Truckin' Rock        |
| 2014 | „Czas do Zmierzchu” | 15                | Hard Truckin' Rock        |
| 2019 | „Jackie Chevrolet"  | 2                 | Blues, Brawls & Beverages |
| 2025 | "Some Like It Hot"  | 7                 | Destination: 125          |

## Teledyski
| Rok  | Tytuł                  | Reżyseria                   | Album                     |
| ---- | ---------------------- | --------------------------- | ------------------------- |
| 2010 | „Lee The Shy”          | Piotr Karcz                 | From Hell To Wyoming      |
| 2013 | „Headin' For Disaster" | Piotr Karcz                 | V.I.D.I                   |
| 2013 | „Me & Mr. Beam"        | Filip Hałucha               | Hard Truckin' Rock        |
| 2014 | „Been Too Long"        | Szymon Chałupka / Adam Mróz | Hard Truckin' Rock        |
| 2018 | „Moonshine Pioneers”   | Leash Eye                   | Blues, Brawls & Beverages |
| 2020 | „One Last Time”        | Piotr Karcz                 | Blues, Brawls & Beverages |
| 2022 | „...Of The Night”      | Piotr Karcz                 | Busy Nights, Hazy Days    |
| 2022 | „Step On It”           | Sebastian Czerwiński        | Busy Nights, Hazy Days    |
| 2025 | "Some Like It Hot"     | Piotr Sikora                | Destination: 125          |

## Nagrody i wyróżnienia
| Rok  | Festiwal              | Nagroda       | Nota |
| ---- | --------------------- | ------------- | ---- |
| 2011 | Antyradio Antyfest    | Złota Kosa    | Laur |
| 2011 | Wielki Ogień          | II nagroda    | Laur |
| 2012 | Hard Rock Rising 2012 | Warsaw Winner | Laur |